# Аспазия
Вижте пояснителната страница за други личности с името Аспазия.
Аспазия (Aspasia; на старогръцки: Ἀσπασία; ок. 470 пр.н.е. в Милет; † 400 пр.н.е. в Атина) – една от най-забележителните по красота, ум и образованост жени в Древна Гърция през класическия период. Отначало приятелка, а след това и втора съпруга на Перикъл в периода от около 445 пр.н.е. до неговата смърт. Тя не е атинска гражданка и според атинския закон, предложен от самия Перикъл и приет през 451 г. пр.н.е., техният син Перикъл Младши също първоначално няма атинско гражданство. Става гражданин със специален указ и по-късно става стратег. В дома им се събирали художници, поети, философи. Политическите опоненти на Перикъл я обвинили в аморалност. След смъртта на Перикъл се омъжва за Лизикъл, търговец на добитък.